# 自動車技術者の一覧
自動車技術者の一覧では各国の自動車技術者を列挙する。